# Апшинецький заказник
Апшине́цький зака́зник — гідрологічний заказник загальнодержавного значення в Україні. Розташований у Рахівському районі Закарпатської області, на захід від села Чорна Тиса.
Площа 105 га. Статус надано згідно з рішенням ПРМ УРСР від 28.10.1974 року № 500, а також облвиконкому від 23.10.1984 року № 253 (початковий статус надано згідно з рішенням облвиконкому від 25.07.1972 року № 243). Перебуває у віданні Ясінянського лісокомбінату (Чорнотисянське л-во, кв. 1, вид. 1, 2, 5, 9-12, 18-21). 
Розташований у верхів'ях Чорної Тиси серед північних відрогів Свидовецького масиву. Охороняються хвойні праліси, який має велике водозахисне та водорегулююче значення. У заказнику росте переважно ялина європейська. Є і рідкісні види рослин, зокрема блехнум колосистий, анемона нарцисоцвіта, а також траунштейнера куляста, плаун річний, любка дволиста, левкорхіс білуватий, гронянка півмісяцева, підсніжник звичайний, шафран Гейфеля, лілія лісова, які занесені до Червоної книги України. З тварин поширені олень благородний, сарна європейська, куниця лісова; з птахів — сокіл сапсан, дятли, сови та інші.